# Nový Svět (Studená)
Nový Svět je označení skupiny šesti domů rozkládajících se po obou stranách historické zemské hranice Čech a Moravy u silnice ze Studené do Domašína a náležejících k obci Studená. Tři nejjižnější domy (čísla popisná 146, 147 a 542) leží na Moravě v katastrálním území Studená, tři severněji položené domy (čísla popisná 31, 32 a 33) v Čechách v katastrálním území Domašín u Studené, tedy někdejší zahrádecká čísla popisná 22, 40 a 50. V české části přitom žije 11 obyvatel, v moravské 3. Dopravní značení však na rozdělení zástavby mezi části Studená a Domašín nedbá; všechny domy jsou tak dopravní značkou zařazeny do Domašína, s nímž téměř splývají.

## Historický přehled
Zatímco jižní (moravská část) Nového Světa náležela vždy k obci Studená, v jejímž rámci tvořila samostatnou místní část  (skupinu domů oddělenou od vlastní osady, mající zvláštní místopisný název, ale bez samostatného číslování domů ), náležela severní (česká část) Nového Světa původně ke katastru obce Zahrádky, tvoří s okolní půdou klín Čech, a měla v rámci této obce obdobné postavení místní části . Česká čísla popisná 31 a 32 jsou zakreslena již na mapování katastrálního území Zahrádky z roku 1828  a tvoří vůbec nejstarší část celého Nového Světa, jelikož domy moravské části nejsou vůbec zakresleny na mapě katastrálního území Studená, litograficky tištěná roku1838 a zachycující stav z roku 1835 . K 1. lednu 1959  byla česká část Nového Světa spolu se 17 hektary okolní půdy, usnesením krajského národního výboru v Jihlavě ze dne 27. listopadu 1958, připojena ke katastrálnímu území tehdejší obce Domašína. Od 1. ledna 1976 náleží v rámci katastrálního území Domašín u Studené i tato česká část Nového Světa k obci Studená.